# Nematogobius ansorgii
Nematogobius ansorgii és una espècie de peix de la família dels gòbids i de l'ordre dels perciformes.

## Morfologia
- Els mascles poden assolir 8 cm de longitud total.[5][6]

## Hàbitat
És un peix de clima tropical i demersal.

## Distribució geogràfica
Es troba a l'Atlàntic oriental: des de Guinea Bissau fins a Angola, incloent-hi Fernando Poo.

## Observacions
És inofensiu per als humans.